# Mutuelle d'entraide des gantiers grenoblois
La mutuelle d'entraide et d'assistance aux ouvriers gantiers, ou société de secours mutuel, créée en 1803 à Grenoble par André Chevallier, est la première mutuelle française répertoriée,,.

## Histoire
Elle est créée à la suite de la crise qui toucha l'activité gantière pendant la Révolution française, les corporations étant supprimées en 1791, la loi Le Chapelier interdisant les regroupements et associations professionnelles aux ouvriers et aux patrons, et la ganterie, symbole de luxe et de noblesse, subissant une grave crise de la commande.
André Chevallier, ancien membre de la Confrérie des Pénitents de Saint-Laurent, à Grenoble, supprimée à la Révolution, souhaita créer une confrérie professionnelle. L'objet de cette « caisse de bienfaisance » était pour les gantiers de « secourir ceux de leurs confrères qui seraient dans le besoin ». Ses statuts furent en partie rédigés par Charles Renauldon, maire de Grenoble, et reçurent l'accord du gouvernement grâce à Joseph Fourier, préfet de l'Isère. La société ne devait avoir ni aspect religieux ni aspect politique, et être acceptée par les ouvriers, le patronat et l'administration. La ganterie étant liée à la franc-maçonnerie, l’un des buts était de réduire les inégalités sociales tout en conservant la propriété ; la bourgeoisie s'assigne en outre un rôle moralisateur en inculquant le goût de la prévoyance et de l'épargne. De fait, elle fut même soutenue par l'Église catholique. Les secours étaient accordés aux malades et aux chômeurs, un médecin et un pharmacien étant appointés.

## Statut
Les statuts prévoyaient deux types de membres :
- les ouvriers qui devaient avoir moins de 40 ans et faire preuve de leur capacité dans le métier ;
- les bienfaiteurs ou honoraires, qui cotisent mais ne profitent pas des aides, sont des fabricants gantiers issus de la haute et moyenne bourgeoisie.

La société connut un grand essor à partir des années 1830, les gants étant de nouveau à la mode, et le maire de Grenoble Honoré-Hugues Berriat, poussant les grands patrons à participer comme membres bienfaiteurs. Xavier Jouvin, célèbre gantier grenoblois et inventeur de la « main de fer », versa ainsi 5 centimes par douzaine de gants coupés (soit l'équivalent de deux salaires d'ouvrier par an). Vers 1850, cette mutuelle comprenait 529 membres actifs sur 720 ouvriers gantiers. Elle connut son apogée au Second Empire avec 800 membres titulaires en 1858 et 1 200 en 1869.
En 1875, elle comportait aussi quatre pensions spécifiques : la pension Xavier Jouvin, la pension Claude Jouvin, la pension Chosson et la pension Pierre-François Avenier (quatre bienfaiteurs de la Ville de Grenoble). À la fin du XIXe siècle, l'industrie lourde se développant, la distance patron-ouvrier grandit et les premières lois de protection sociale furent votées. L'action syndicale et l'État prirent le relais de la solidarité et du paternalisme. Les grandes entreprises créent leurs propres mutuelles.

## Sources et références

### Sources
- Archives municipales de Grenoble : série 5 Q, sociétés de secours mutuels de la ganterie
- Livret des bienfaiteurs de la Ville de Grenoble, 1876. (Arch. Muni. de Grenoble : 5 Q 44)